# Kočapar
Kočapar est brièvement knèze ou župan de Dioclée, en 1102-1103 sous la suzeraineté du prince Vukan de Rascie.

## Biographie
Kočapar est le frère de Branislav de Travounie, un petit-fils de Stefan Vojislav Après la mort de Constantin Bodin, son demi frère Dobroslav II lui succède comme roi de Dioclée au détriment de Mihailo II le fils aîné du défunt. Kočopar, qui est le cousin germain de Constantin Bodin se rend de Dyrrhachium en Rascie, afin de solliciter l'alliance de Vukan pour soutenir ses droits. Ils envahissement avec succès la Dioclée en 1102. Le principal combat se situe à Morača et lui permet de détrôner Dobroslav II et s'emparer du trône. Dobroslav est ensuite banni en Rascie pendant qu'une grande partie de la Dalmatie est pillée dans l'entreprise. Vukan concède alors la Dioclée en fief à Kočapar. La mésentente s'installe toutefois rapidement entre eux et Vukan, envoie un contingent en Dioclée, contraignant Kočapar à s'enfuir en Bosnie puis en Zahumlje où il meurt,.

## Articles liés
- Vojislavljević
- Dioclée
- Constantin Bodin
- Dobroslav II